# 谷振声
谷振声（A.Della Corte, S.J. †，1819年—1896年）意大利耶稣会会士、中国江南宗座代牧区耶稣会会长（1866-1873年）。
1819年，谷振声出生于意大利。1848年（29岁）前往中国传教。1866年5月6日，谷振声接替鄂尔璧担任江南代牧区耶稣会会长。
1868年，安徽、江苏2省多处地方发生教案（参见扬州教案），神父和教堂遭到袭击。甚至在中外关系一向较为和睦的上海街头也出现仇视外国人的揭帖。耶稣会的法国传教士们深感不安，谷振声神父赶到佘山，跪在六角亭的圣母像前许愿：江南代牧区如能平安度过危难，化险为夷，将在山上建造一座大教堂。9月，谷振声向各位本堂神父发出公告，要求他们发动教徒捐资，早日建成大教堂，以感谢圣母的庇护。。1870年6月(清同治九年五月)，北方发生天津教案。谷振声到佘山圣母像前许愿，若教难平息，将在山顶建一教堂。由于教案未波及江南教区，江南教友相信这是佘山圣母保佑的功劳，纷纷捐款。1871年春，谷振声用募集的资金，在佘山山顶建造教堂建造了可容800人的圣母进教之佑堂。
1873年2月7日（51岁）由高若天接任江南耶稣会会长。
1896年
）谷振声去世，享年77岁。